# 林洛鍶
林洛鍶（英語：Yammi Lam Lok Si，1988年4月12日—），《2014年度香港小姐競選決賽》最佳首飾演繹獎、最具智慧美態獎。

## 曾獲獎項與提名
| 年份   | 獎項                                | 結果 |
| 2014年 | 2014香港小姐競選 最佳首飾演繹獎     | 獲獎 |
| 2014年 | 2014年度香港小姐競選 最具智慧美態獎 | 獲獎 |

## 廣告
| 年份   | 產品                                            |
| 2017年 | 周大福                                          |
| 2017年 | 雞仔嘜                                          |
| 2018年 | 灣仔碼頭 (品牌)                                 |
| 2018年 | IPSA IPSADATE同男友孖住去，找出屬於自己的ME乳液 |
| 2018年 | G2000- Alex Lam “Be a Better Man”               |

## 電影
| 首映   | 電影名        |
| 2016年 | 三人行 (電影) |
| 2016年 | 賭城風雲III   |

## 外部連結
- 林洛鍶的Facebook專頁
- 林洛鍶的Instagram帳戶